# Victor Löw
Victor Löw (n. Ámsterdam; 25 de agosto de 1962; originalmente Victor Löwenstein), es un actor holandés.
Victor Löw estudió en el Estudio Herman Teirlinck en Amberes. Interpretó su pequeño papel en The Northerners. Después de estar en varias películas, que incluyen tres nominaciones al Óscar (dos ganados), Antonia, Carácter y Everybody Famous!

## Filmografía
- The Northerners (1992)
- The three best things in life (1992)
- Antonia (1995)
- Character (1997)
- No trains no planes (1999)
- Do not disturb (1999)
- Everybody Famous! (2000)
- Lek (2000)
- Costa! (2001)
- The Enclave (2002)
- Supertex (2003)
- Stille Nacht (2004)
- For a few marbles more (2006)
- Reykjavík-Rotterdam (2008)